# Cnemidophorus arenivagus
Cnemidophorus arenivagus — вид ящірок родини теїдових (Teiidae). Ендемік Венесуели.

## Поширення і екологія
Cnemidophorus arenivagus мешкають на півострові Парагуана на півночі Венесуели. Вони живуть серед піщаних дюн, в пустелях і сухих чагарникових заростях.